# Mutatocoptops similis
Mutatocoptops similis är en skalbaggsart som beskrevs av Stefan von Breuning 1935. Mutatocoptops similis ingår i släktet Mutatocoptops och familjen långhorningar. Inga underarter finns listade i Catalogue of Life.